# 澳門火葬場爭議

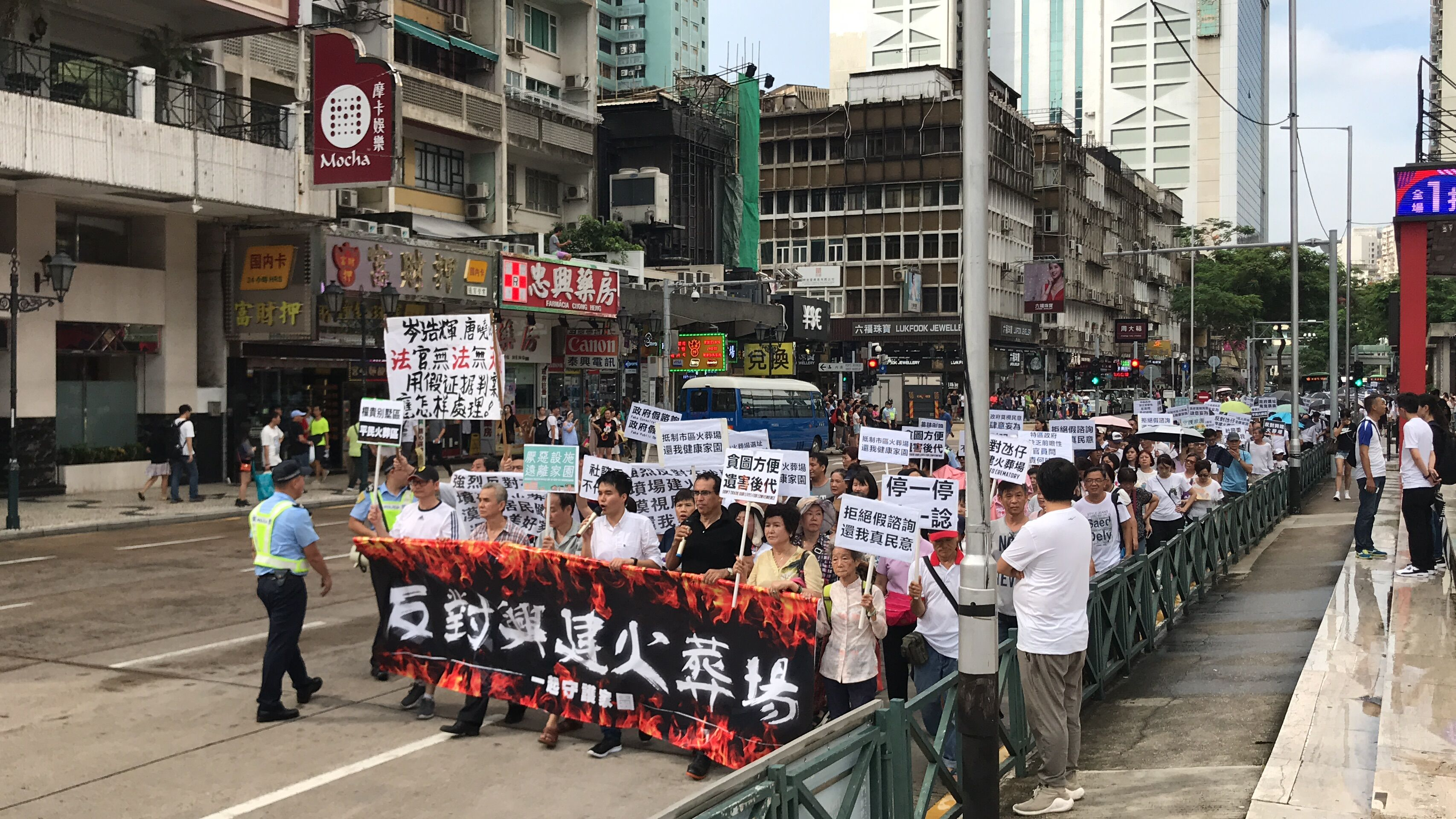
2018年澳門反對興建火葬場遊行

澳門火葬場爭議是指澳門政府在處理有關興建火葬場的政策及計劃上所引發的社會爭議。澳門社會在是否需要興建火葬場的議題上存在不同意見，由於當地境內沒有火葬場，居民需要前往鄰近澳門的珠海對屍體進行火葬，故有業界要求當局在境內興建公營火葬場以應付需求；亦有聲音認為由於澳門面積細小和人口密集，較容易影響民居，故認為不需要在當地興建火葬場，或強調火葬場須建於恰當位置。
2018年，特區政府當局公示位於沙崗墳場旁雞頸馬路的土地的規劃條件圖草案，草案中提及該土地用途為「墳場及配套設施」及包括「不超過海拔100米的煙囪」，後來經傳媒追問下承認沙崗墳場為興建火葬場的選址。事件曝光後引起社會評擊，當局被批評缺乏諮詢和資訊不透明，又被質疑不誠實以及存在利益輸送和黑箱作業的行為。6月26日，民政總署宣佈擱置選址計劃，又表示未來會繼續就興建火葬場的選址進行研究。7月1日，民眾因不信任當局而發起遊行示威，反對火葬場的選址及批評政府黑箱作業，是繼《道路交通法》修法爭議後，澳門市民於2018年內再一次因不滿政府施政而發起遊行抗議。

## 歷史背景
1998年，澳葡政府曾計劃在氹仔沙崗市政墳場一帶規劃火葬場用途，但遭到居民與市政議員反對而沒有下文。2016年，特區政府民政總署研究以空曠且人煙罕少的路環市政墳場作為火葬場選址，被距離墳場約450米的鄉村馬路別墅群的居民反對，而別墅居民多為當地政治及商界權貴，民政總署的建議後來也不被政府上級接納。

## 爭議升級

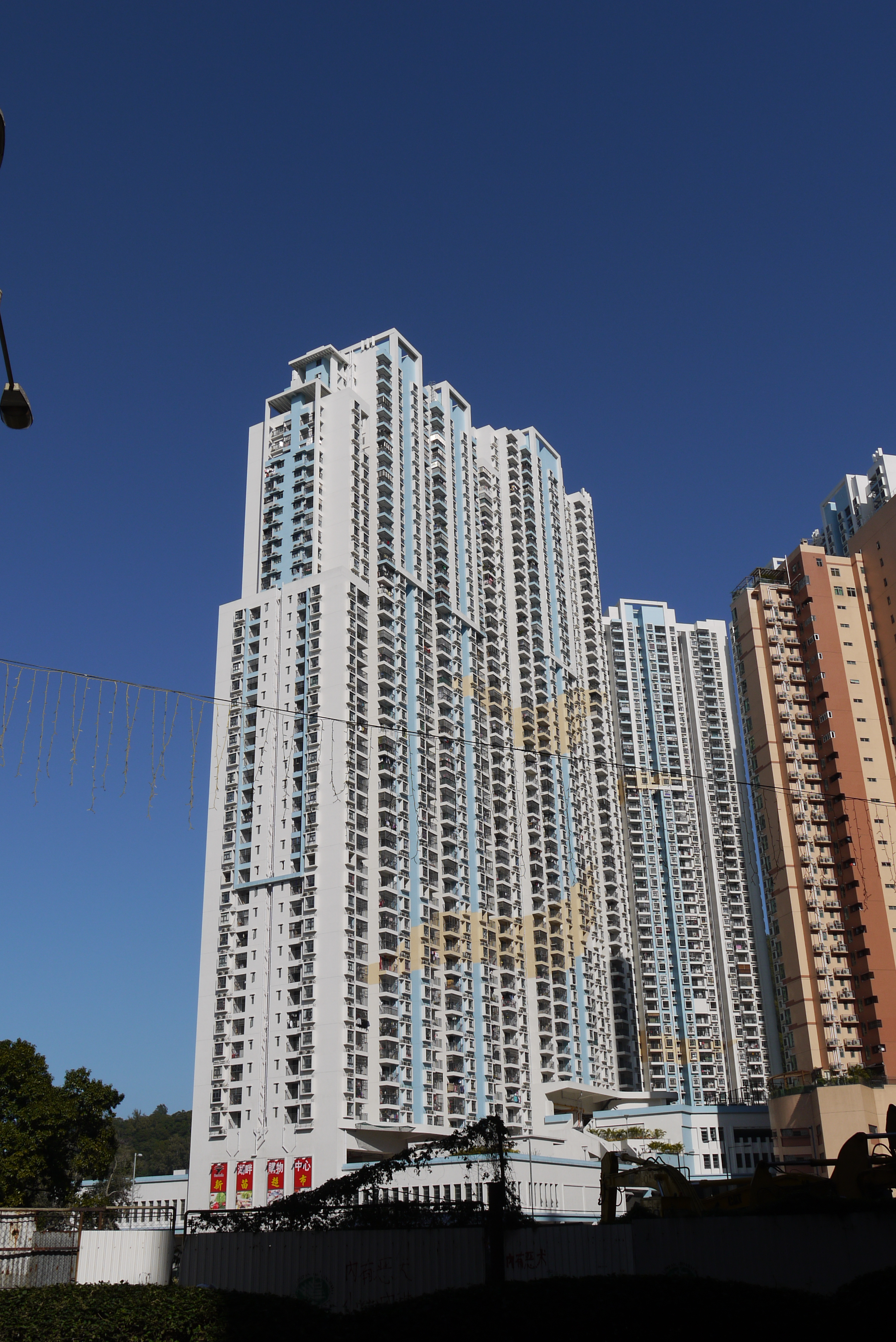
沙崗墳場100至200米以外範圍是人流密集的民居、學校和交通設施

2017年11月，民政總署管委會主席戴祖義於立法會行政法務領域施政辯論中表示已找到興建火葬場的合適地點，確定了火葬場的選址，然而經過議員多次追問後他仍然沒有透露選址的實際位置。
同年12月，土地工務運輸局表示有三個興建火葬場的選址，且都是位於澳門離島的氹仔和路環，又表示氹仔沙崗市政墳場有較大機會被選中，但同時強調計劃仍然在討論階段，最終的選址暫未落實。翌年6月初，特區政府公布一批規劃條件草案，其中在沙崗墳場旁雞頸馬路的土地規劃條件圖草案中，有關土地的用途被標示為「墳場及配套設施」及包括「不超過海拔100米的煙囪」，在傳媒的追問下，當局承認該片土地為將興建火葬場的選址。事件曝光後引起社會評擊，當局被批評在缺乏諮詢、缺乏透明資訊、充足解釋以及沒有提供相應數據的情況下做決定，漠視了附近居民的安全，且舉動不誠實，行為「鬼祟」。另外，沙崗市政墳場毗鄰人流密集的民居、學校和交通設施如澳門國際機場和北安碼頭。
2018年6月，距離選址100至200米的海灣花園及湖畔大廈的居民向當局提交反對意見請願信，又表示若不撤回選址決定，便會以發起遊行回應，後來民政總署於6月26日宣佈暫時擱置在沙崗墳場興建火葬場的計劃，又指當局早已考察過香港和新加坡等地的先進火化設備，又指那些設備符合歐盟標準，甚至高於歐盟標準。居民質疑當局提供的單方資訊的可靠性，又指當局沒有公開選址的規劃和數據，又表示若政府認為2016年路環居民以破壞環境和觀感為由反對在路環興建火葬場的理由是合理的，那就更加應該檢討氹仔的選址。

### 黑箱作業質疑
在事件中有官員的直系親屬在當地殯葬業中有利益關係，讓外界質疑當局有利益輸送和黑箱作業之嫌。根據《星島日報》報道，林衍威及其家族在2014年從信德集團收購了先人紀念堂「永念庭」，而林衍威是澳門交通事務局局長林衍新的親兄弟，且有消息指出林衍新的妻子區妙良與澳門特首崔世安的妻子是閨密。《論盡媒體》引述公職界的人士指，是行政長官崔世安決定興建火葬場，又表示不明白為何崔世安要如此焦急地要求在當屆政府處理有關議題。

## 遊行抗議

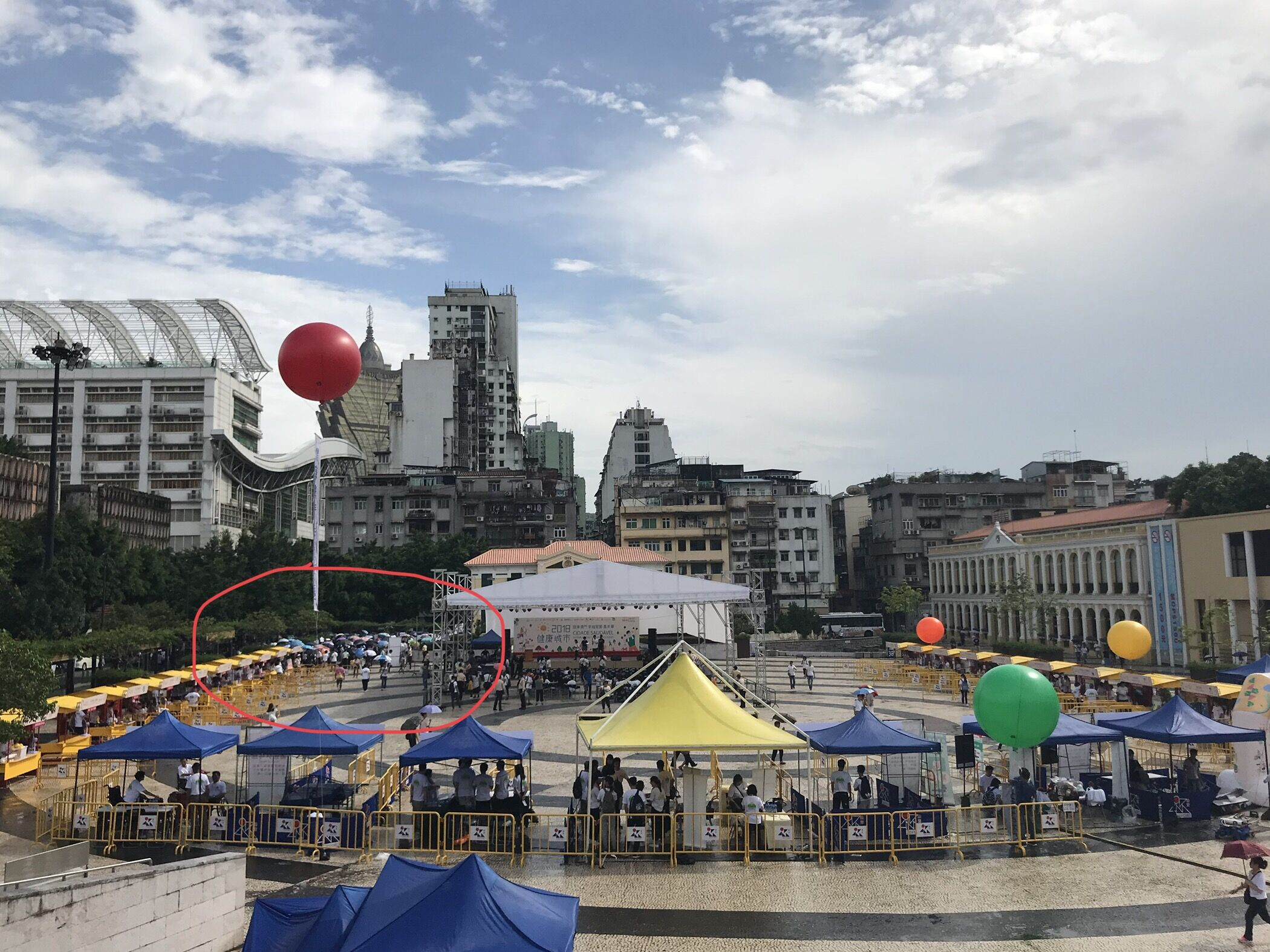
紅圈範圍是當局在整個廣場中准許的遊行集合地點

2018年7月1日，有約1,000人參與遊行，遊行人士抗議政府黑箱作業，以及對沙崗墳場的火葬場選址表示不滿，又沿途高叫「厭惡設施，遠離家園」、「政府選址，鬼鬼祟祟」、「撤銷火葬場、另外搵出路」等口號，遊行參與者又批評政府雖然聲稱火葬場完全零污染和零排放，但相關設施的技術規格、數據和標準沒有公開，市民無從得知相關資料，而且從2016年當局透露會計劃興建火葬場的兩年時間內當局也沒有跟市民溝通，且「鬼祟」地在市民不知情的情況下決定了選址，質疑政府要建立「陽光政府」的承諾不實。
遊行隊伍的集結時期和出發時間與由政府舉辦的「健康澳門 幸福家園」嘉年華活動也在同一時間和地點內進行。6月29日，當局舉行新聞發佈會，宣佈多個政府部門將於7月1日下午4時聯同多個民間組織在塔石廣場舉行嘉年華活動，對於有市民在日前已計劃發起反對興建火葬場的遊行，且已通知當局將於同日下午3時集合、4時出發，對此局方強調嘉年華活動一早已申請並獲批，且比遊行的申請早得多。另外，當局曾安排嘉年華於2017年6月4日舉行，但以天氣關係為由改期。

## 立法會反應
2018年7月12日，直選立法會議員林玉鳳及蘇嘉豪與高天賜分別提出「澳門是否有必要興建火葬場而沙崗墳場是否恰當的火葬場選址」及「本澳有無條件興建火葬場，且除了傳統的土葬，火葬又是否本澳遺體處理的唯一選項？」的辯論動議，皆被立法會全體會議否決，前者有13票贊成、16票反對，而後者則有12票贊成、17票反對，當中投支持票者有10名為直選議員，2名間選議員，投反對者則皆為間選和官委議員。
2023年11月20日，澳門立法會召開2024年財政年度行政法務範疇施政方針辯論上，直選議員林宇滔開注火葬場建設，行政法務司司長張永春回應時指，政府施政計劃要因應社會發展變化，因應社會的意見調整，“不可以自己死守住，之前我講過乜就一定係乜”，澳門是否需要興建火葬場，須考慮社會效益及成本效益，需要全面深入評估。